# How to Build a Girl
How to Build a Girl es una película británico-estadounidense de comedia de 2019, dirigida por Coky Giedroyc, a partir de un guion de Caitlin Moran y John Niven. Se basa en la novela del mismo nombre de Moran. Esta protagonizada por Beanie Feldstein, Alfie Allen, Paddy Considine, Sarah Solemani, Laurie Kynaston, Joanna Scanlan, Arinze Kene, Frank Dillane, Jameela Jamil, Tadhg Murphy, Ziggy Heath, Emma Thompson y Chris O'Dowd. 

## Reparto
- Beanie Feldstein como Johanna Morrigan ("Dolly")
- Alfie Allen como John Kite
- Paddy Considine como Pat Morrigan
- Sarah Solemani como Angie Morrigan
- Laurie Kynaston como Krissi Morrigan
- Joanna Scanlan como Mrs Belling
- Arinzé Kene como Kenny
- Frank Dillane como Tony Rich
- Jameela Jamil como Cleopatra
- Tadhg Murphy como Andy Rock
- Ziggy Heath como Derby
- Emma Thompson como Amanda Watson
- Chris O'Dowd como Alan Wilko Wilkinson
- Dónal Finn como Karl Boden
- Edward Bluemel como mánager
- Michael Sheen como Sigmund Freud
- Lucy Punch como Sylvia Plath
- Sharon Horgan como Jo March
- Gemma Arterton como Maria von Trapp
- Lily Allen como Elizabeth Taylor
- Alexei Sayle como Karl Marx
- Andi Oliver como Donna Summer
- Mel Giedroyc como Charlotte Bronte
- Sue Perkins como Emily Bronte
- Patsy Ferran como Snow Pixie (Bjork)
- Bobby Schofield como Pricey
- Bob Mortimer como Awards Host
- Evan Kenneth Jones como Charlie

## Producción
En noviembre de 2014, se anunció que Alison Owen y Debra Hayward habían adquirido los derechos de la novela del mismo nombre por Caitlin Moran, quien también escribe el guion de la película. Owens y Hayward producirán la película a través Monunmental Pictures, mientras que Film4 Productions produce la película. En mayo de 2018, Beanie Feldstein se unió al elenco de la película, con Tango Entertainment produciendo y financiando la película. En junio de 2018, Alfie Allen se unió a la película. En julio de 2018, Paddy Considine, Sarah Solemani, Laurie Kynaston, Joanna Scanlan, Arinze Kene, Frank Dillane, Tadhg Murphy y Ziggy Heath se incorporaron al elenco de la película. Daniel Battsek, Ollie Madden, Sue Bruce-Smith, Tim Headington, Lisa Buman, Zygi Kamasa, Emma Berkofsky y Caitlin Moran producen la película a través de Film4 Productions y Tango Entertainment, respectivamente. Lionsgate la distribuirá en el Reino Unido. En agosto de 2018, Jameela Jamil se unió al reparto de la película. En octubre de 2018, Emma Thompson y Chris O'Dowd se unieron al elenco.

### Rodaje
La fotografía principal comenzó el 16 de julio de 2018.